# Jean-Michel Daoust
Jean-Michel Daoust (* 24. November 1983 in Salaberry-de-Valleyfield, Québec) ist ein kanadischer Eishockeyspieler, der seit 2016 bei Thetford Mines Assurancia unter Vertrag steht.

## Karriere

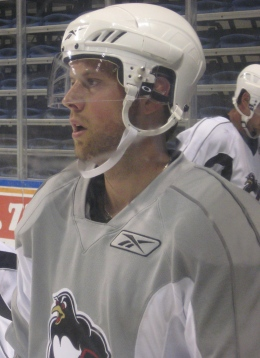
Jean-Michel Daoust im Trikot der Wilkes-Barre/Scranton Penguins

Daoust begann seine Karriere als Siebzehnjähriger bei den Hull Olympiques aus der QMJHL. Bereits in seinem ersten Jahr erzielte er 50 Punkte in der regulären Saison, zudem gelangen ihm vier Tore in einem Spiel gegen die Saguenéens de Chicoutimi. In der dritten Saison 2002/03 bei den Olympiques war Daoust zweitbester Scorer seiner Mannschaft und gewann die Meisterschaft. Beide Erfolge wiederholte er in der darauffolgenden Saison. 2004 spielte der Außenstürmer an der McGill University in der kanadischen Universitätssportorganisation CIS. Bereits während der Saison 2003/04 wechselte Daoust in die Ligue Nord-Américaine de Hockey zu den Saint-François de Sherbrooke. Im folgenden Jahr spielte Daoust bei den Danbury Trashers in der United Hockey League. Nach der Auflösung des Franchises trug der Kanadier in der Saison 2006/07 das Trikot der Cincinnati Cyclones in der ECHL. In der folgenden Saison gewann er mit den Cyclones den Kelly Cup, die Meisterschaft der ECHL. Zudem bestritt Daoust in der Saison 2007/08 ein Spiel für die Rockford IceHogs aus der American Hockey League und absolvierte im Rahmen eines Try-Out-Vertrags von Januar 2008 an insgesamt 39 Partien für die Wilkes-Barre/Scranton Penguins, dem Farmteam der Pittsburgh Penguins in der AHL.
In der folgenden Saison trug Daoust erneut das Trikot der Wilkes-Barre/Scranton Penguins, ehe er zum Ligakonkurrenten Houston Aeros wechselte. Mit 55 Punkten wurde der Flügelstürmer teaminterner Topscorer in der Saison 2009/10. Nach dieser erfolgreichen Saison unterschrieb er einen Einjahresvertrag bei den Minnesota Wild aus der National Hockey League, kam jedoch nicht für die Wild zum Einsatz, sondern verbrachte die gesamte Saison 2010/11 erneut beim Farmteam in Houston.
Für die Saison 2011/12 wurde Daoust von den Straubing Tigers aus der DEL verpflichtet. Nach einer Eingewöhnungsphase gelang es ihm zunehmend, Verantwortung in der Mannschaft zu übernehmen. Im Februar 2012 erlitt er einen Bruch der Kniescheibe, wodurch die Saison für den Stürmer vorzeitig beendet war. Zur Saison 2012/13 unterzeichnete Daoust einen Vertrag bei den EC Graz 99ers aus der EBEL. Nach einem zweijährigen Aufenthalt bei den Stavanger Oilers wechselte er 2015 zu den Kassel Huskies nach Deutschland, mit denen er in seiner ersten Saison Meister der DEL2 wurde.

## Erfolge und Auszeichnungen
- 2003 Coupe-du-Président-Gewinn mit den Hull Olympiques
- 2004 Coupe-du-Président-Gewinn mit den Gatineau Olympiques
- 2004 QMJHL First All-Star Team
- 2004 CHL Second All-Star Team
- 2004 Memorial Cup All-Star Team
- 2008 Kelly-Cup-Gewinn mit den Cincinnati Cyclones
- 2014 Gewinn des IIHF Continental Cups mit den Stavanger Oilers
- 2014 Norwegischer Meister mit den Stavanger Oilers
- 2015 Norwegischer Meister mit den Stavanger Oilers
- 2016 Meister der DEL2 mit den Kassel Huskies

## Karrierestatistik
(Legende zur Spielerstatistik: Sp oder GP = absolvierte Spiele; T oder G = erzielte Tore; V oder A = erzielte Assists; Pkt oder Pts = erzielte Scorerpunkte; SM oder PIM = erhaltene Strafminuten; +/− = Plus/Minus-Bilanz; PP = erzielte Überzahltore; SH = erzielte Unterzahltore; GW = erzielte Siegtore; 1 Play-downs/Relegation; Kursiv: Statistik nicht vollständig)